# Among the Living
Among the Living este un album al formației de thrash metal Anthrax lansat la 22 Martie 1987, dedicat basistului trupei Metallica, Cliff Burton.
Este considerat de critici unul dintre cele mai bune albume ale trupei și printre cele mai bune albume de thrash metal devenind un clasic al genului. Cântecele „I Am the Law” și „Indians” au devenit în scurt timp hit-uri.

## Cântece
- „Among the Living” (Joey Belladonna, Dan Spitz, Scott Ian, Frank Bello, Charlie Benante) – 5:16
- „Caught in a Mosh” (Belladonna, Spitz, Ian, Bello, Benante) – 4:59
- „I Am the Law” (Belladonna, Spitz, Ian, Danny Lilker, Bello, Benante) – 5:57
- „Efilnikufesin (N.F.L.)” (Belladonna, Spitz, Ian, Bello, Benante) – 4:54
- „A Skeleton in the Closet” (Belladonna, Spitz, Ian, Bello, Benante) – 5:32
- „Indians” (Belladonna, Spitz, Ian, Bello, Benante) – 5:40
- „One World” (Belladonna, Spitz, Ian, Bello, Benante) – 5:56
- „A.D.I./Horror of It All” (Belladonna, Spitz, Ian, Bello, Benante) – 7:49
- „Imitation of Life” (Belladonna, Spitz, Ian, Lilker, Bello, Benante) – 4:22

## Personal
- Joey Belladonna – vocalist
- Dan Spitz – chitară
- Scott Ian – chitară, vocal
- Frank Bello – bas
- Charlie Benante – tobe